# Ziemianki
Ziemianki (deutsch Schönbund) ist ein Ort in der polnischen Woiwodschaft Ermland-Masuren und gehört zur Landgemeinde Banie Mazurskie (Benkheim) im Powiat Gołdapski (Kreis Goldap).

## Geographische Lage
Ziemianki liegt im Nordosten der Woiwodschaft Ermland-Masuren. Bis zur Kreisstadt Gołdap (Goldap) sind es 13 Kilometer in nordöstlicher Richtung, bis zur früheren Kreishauptstadt Angerburg (polnisch Węgorzewo) 26 Kilometer in westlicher Richtung.

## Geschichte
Der ehedem Schönbund genannte Ort, bestehend aus ein paar kleinen Höfen, wurde vor 1816 gegründet. Mit seiner Gründung wurde er ein Wohnplatz innerhalb der Gemeinde Sapallen (1938 bis 1945 Ostau, polnisch Sapałówka), die bis 1945 zum Amtsbezirk Surminnen  (polnisch Surminy) im Kreis Angerburg im Regierungsbezirk Gumbinnen der preußischen Provinz Ostpreußen gehörte.
Nach Zuordnung Schönbunds im Jahre 1945 zu Polen in Kriegsfolge, erhielt der Ort  Selbständigkeit und die polnische Bezeichnung „Ziemianki“. Heute ist es eine Ortschaft im Verbund der Landgemeinde Banie Mazurskie im Powiat Gołdapski, vor 1998 der Woiwodschaft Suwałki, seither der Woiwodschaft Ermland-Masuren zugehörig.

## Kirche
Als Ortsteil Sapallen resp. Ostau war Schönbund vor 1945 einerseits in die evangelische Kirche in Benkheim im Kirchenkreis Angerburg in der Kirchenprovinz Ostpreußen der Kirche der Altpreußischen Union, andrerseits in die katholische Pfarrgemeinde Angerburg (polnisch Węgorzewo) im Bistum Ermland eingepfarrt. Heute ist Ziemianki zur katholischen Pfarrkirche in Banie Mazurskie bzw. zur katholischen Pfarrkirche in Rogale (Rogahlen, 1938 bis 1945 Gahlen) zugehörig, beide im Dekanat Gołdap im Bistum Ełk (Lyck) der Römisch-katholischen Kirche in Polen. Die evangelischen Kirchenglieder gehören nach Gołdap zur dortigen Filialkirche von Suwałki in der Diözese Masuren der Evangelisch-Augsburgischen Kirche in Polen.

## Verkehr
Ziemianki ist verkehrstechnisch gut über Surminy (Surminnen) an der Woiwodschaftsstraße DW 650 (frühere deutsche Reichsstraße 136) zu erreichen, führt doch von dort eine Nebenstraße nach Sapałówka (Sapallen, 1938 bis 1945 Ostau) und weiter als Landweg bis nach Ziemianki. Ein Bahnanschluss besteht nicht.